# Château d'Oxford
Le château d'Oxford (Oxford Castle en anglais) est un château normand médiéval en partie ruiné situé à la périphérie ouest d'Oxford. Il a été construit par l'administrateur normand, Robert d'Oilly, en 1071, cinq ans après la conquête normande de l'Angleterre en 1066.

## Histoire
La motte castrale d'origine a été remplacée par un donjon de pierre connu sous le nom de tour Saint-Georges. Un mur de deux mètres cinquante, couronné de tours, a été par la suite construit autour de cette structure.
Le château devient la cour de Mathilde l'Emperesse en 1141, lorsque Robert d'Oilly (petit-fils du fondateur) lui déclare son soutien contre Étienne d'Angleterre.
En 1142, durant l'Anarchie, le château est assiégé par le roi pendant trois mois, Mathilde s'en échappe en se laissant glisser le long des murs, probablement vêtue de blanc pour se camoufler dans la neige et passe au travers des lignes ennemies.
Le site devient le siège du gouvernement du district et des tribunaux bien que le château tombe en ruines dès le XIVe siècle.

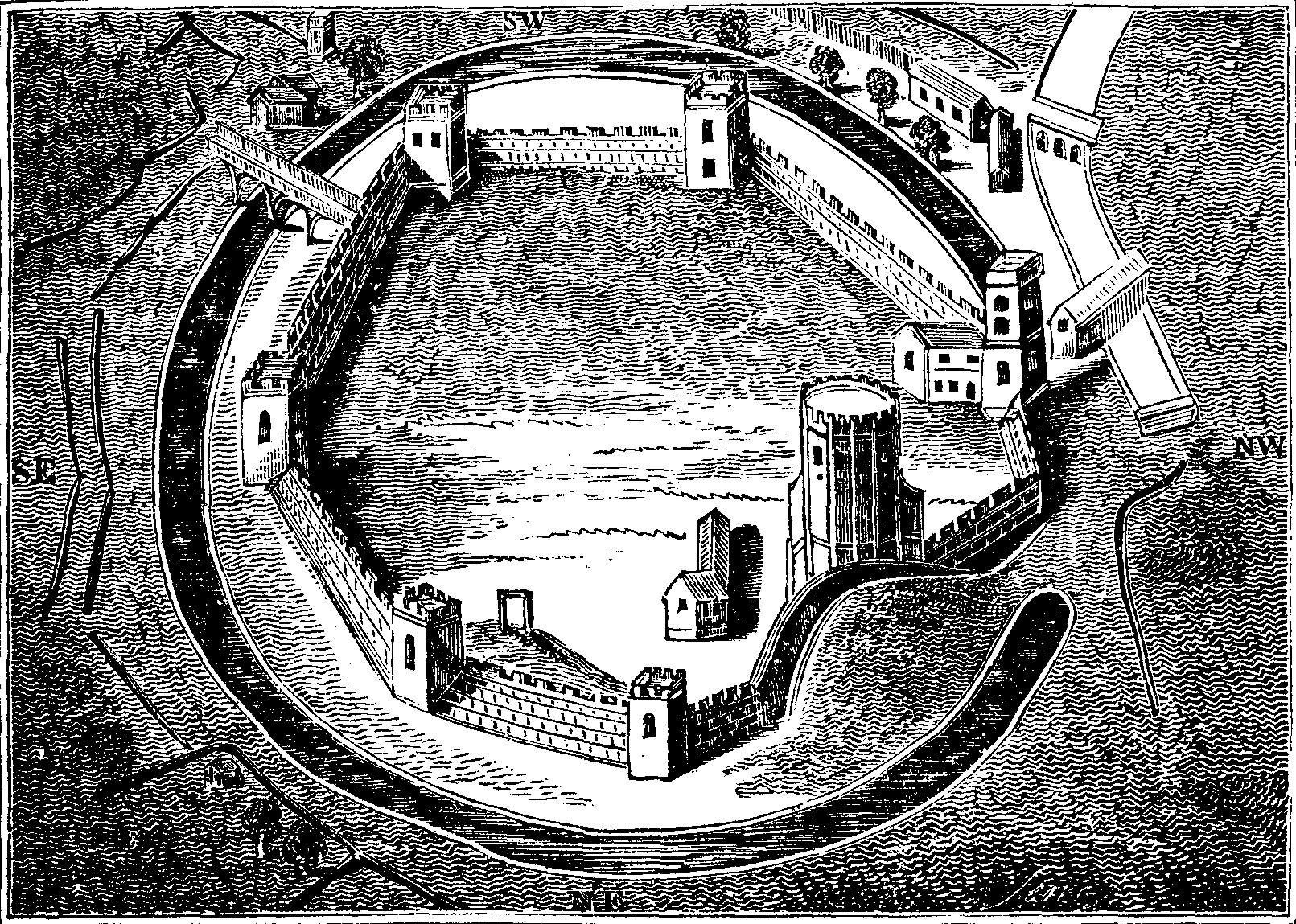
Ancien plan du château d'Oxford

La prison du comté occupe progressivement la plus grande partie du site. Depuis 1888, il est géré par l'administration pénitentiaire de sa Majesté. La prison est fermée en 1996 et le site revient à la division administrative de l'Oxfordshire.
Il est réaménagé en un complexe historique et commercial, avec visites guidées des bâtiments historiques, cours réservées pour les marchés et les représentations théâtrales. Ces aménagements comprennent également un hôtel de la chaîne Malmaison occupant une grande partie de l'ancienne prison, les cellules étant converties en chambres d'hôtes ; c'est la première fois au Royaume-Uni qu'une prison est transformée en hôtel.
L'emplacement réaménagé comprend aussi des appartements, des bars, des restaurants, des lieux de manifestations, et l'attraction touristique primée « Oxford Castle-Unlocked ».

## Sources
- (en) Cet article est partiellement ou en totalité issu de l’article de Wikipédia en anglais intitulé « Oxford Castle » (voir la liste des auteurs).